# مهند مدین
مهند مدین (انگلیسی: Muhanad Madyen؛ زادهٔ ۲۵ مارس ۱۹۹۴) بازیکن فوتبال اهل لیبی است.
وی همچنین در تیم ملی فوتبال لیبی بازی کرده‌است.